# Bragança Paulista (gemeente)
Bragança Paulista is een gemeente in de Braziliaanse deelstaat São Paulo. De gemeente telt 145.894 inwoners (schatting 2009).
De stad is de zetel van het rooms-katholieke bisdom Bragança Paulista.

## Aangrenzende gemeenten
De gemeente grenst aan Atibaia, Itatiba, Jarinu, Morungaba, Pedra Bela, Pinhalzinho, Piracaia, Tuiuti en Vargem.

## Sport
Red Bull Bragantino, het voormalige CA Bragantino, is de betaaldvoetbalclub van Bragança Paulista.